# Teen Choice Award
Der Teen Choice Award war ein US-amerikanischer Film-, Musik- und Fernsehpreis. Er wurde im Jahr 1999 geschaffen, um die nach Ansicht der jungen Generation besten Leistungen in den Populärmedien eines Jahres zu ehren und die Künstler auszuzeichnen. Zuvor dürfen zwölf- bis 21-jährige Teenager per Voting-Verfahren für die von ihnen favorisierten Nominierten abstimmen. Zu Beginn verlieh den Preis Seventeen, ein Mode- und Lifestylemagazin für Mädchen und junge Frauen. Seit 2003 übernahm diese Aufgabe das Magazin Teen People. Die Nominierungen sind dabei – ähnlich wie bei der Oscarverleihung – in zahlreiche Kategorien unterteilt. Der Preis wurde in Form von Surfbrettern verliehen, um die Veranstaltung visuell als Sommerveranstaltung zu präsentieren.
Die Übertragungsrechte des US-amerikanischen Fernsehens lagen bei Fox. In Kanada ist die Preisverleihung auf Global TV zu sehen gewesen. Seit der siebten Verleihung (2006) wurde das Format in eine Livesendung umgeändert. Das letzte Mal wurde der Preis 2019 verliehen und befindet sich seitdem in einer unabsehbar langen „Pause“.

## Verleihungen

### Teen Choice Awards 1999
- Ort: Barker Hangar, Santa Monica[1]
- Datum: 1. August 1999

### Teen Choice Awards 2000
- Ort: Barker Hangar, Santa Monica[2]
- Datum: 6. August 2000

### Teen Choice Awards 2001
- Ort: Universal Amphitheatre, Los Angeles[3]
- Datum: 12. August 2001
- Moderatoren: Shawn Wayans und Marlon Wayans

### Teen Choice Awards 2002
- Ort: Universal Amphitheatre, Los Angeles[4]
- Datum: 4. August 2002

### Teen Choice Awards 2003
- Ort: Universal Amphitheatre, Los Angeles[5]
- Datum: 2. August 2003
- Moderator: David Spade

### Teen Choice Awards 2004
- Ort: Universal Amphitheatre, Los Angeles[6]
- Datum: 8. August 2004
- Moderatorinnen: Paris Hilton und Nicole Richie

### Teen Choice Awards 2005
- Ort: Gibson Amphitheatre, Los Angeles[7]
- Datum: 14. August 2005
- Moderatoren: Hilary Duff und Rob Schneider

### Teen Choice Awards 2006
- Ort: Gibson Amphitheatre, Los Angeles[8]
- Datum: 20. August 2006
- Moderatorin: Jessica Simpson

### Teen Choice Awards 2007
- Ort: Gibson Amphitheatre, Los Angeles[9]
- Datum: 26. August 2007
- Moderator: Nick Cannon

### Teen Choice Awards 2008
- Ort: Gibson Amphitheatre, Los Angeles[10]
- Datum: 4. August 2008
- Moderatorin: Miley Cyrus

### Teen Choice Awards 2009
- Ort: Gibson Amphitheatre, Los Angeles[11]
- Datum: 9. August 2009
- Moderatoren: Jonas Brothers

### Teen Choice Awards 2010
- Ort: Gibson Amphitheatre, Los Angeles[12]
- Datum: 9. August 2010
- Moderatorin: Katy Perry

### Teen Choice Awards 2011
- Ort: Gibson Amphitheatre, Los Angeles[13]
- Datum: 7. August 2011
- Moderatorin: Kaley Cuoco

### Teen Choice Awards 2012
- Ort: Gibson Amphitheatre, Los Angeles
- Datum: 22. Juli 2012
- Moderatoren: Demi Lovato und Kevin McHale

### Teen Choice Awards 2013
- Ort: Gibson Amphitheatre, Los Angeles
- Datum: 11. August 2013
- Moderatoren: Darren Criss und Lucy Hale

### Teen Choice Awards 2014
- Ort: Shrine Auditorium, Los Angeles
- Datum: 10. August 2014
- Moderatoren: Tyler Posey und Sarah Hyland

### Teen Choice Awards 2015
- Ort: Galen Center, Los Angeles
- Datum: 16. August 2015
- Moderatoren: Ludacris, Gina Rodriguez und Josh Peck

### Teen Choice Awards 2016
- Ort: The Forum, Inglewood
- Datum: 31. Juli 2016
- Moderatoren: John Cena und Victoria Justice

### Teen Choice Awards 2017
- Ort: Galen Center, Los Angeles[14]
- Datum: 13. August 2017

### Teen Choice Awards 2018
- Ort: The Forum, Inglewood
- Datum: 12. August 2018
- Moderatoren: Nick Cannon und Lele Pons

### Teen Choice Awards 2019
- Ort: Hermosa Beach, Kalifornien
- Datum: 11. August 2019
- Moderatoren: Lucy Hale und David Dobrik